# Era de los Dioses

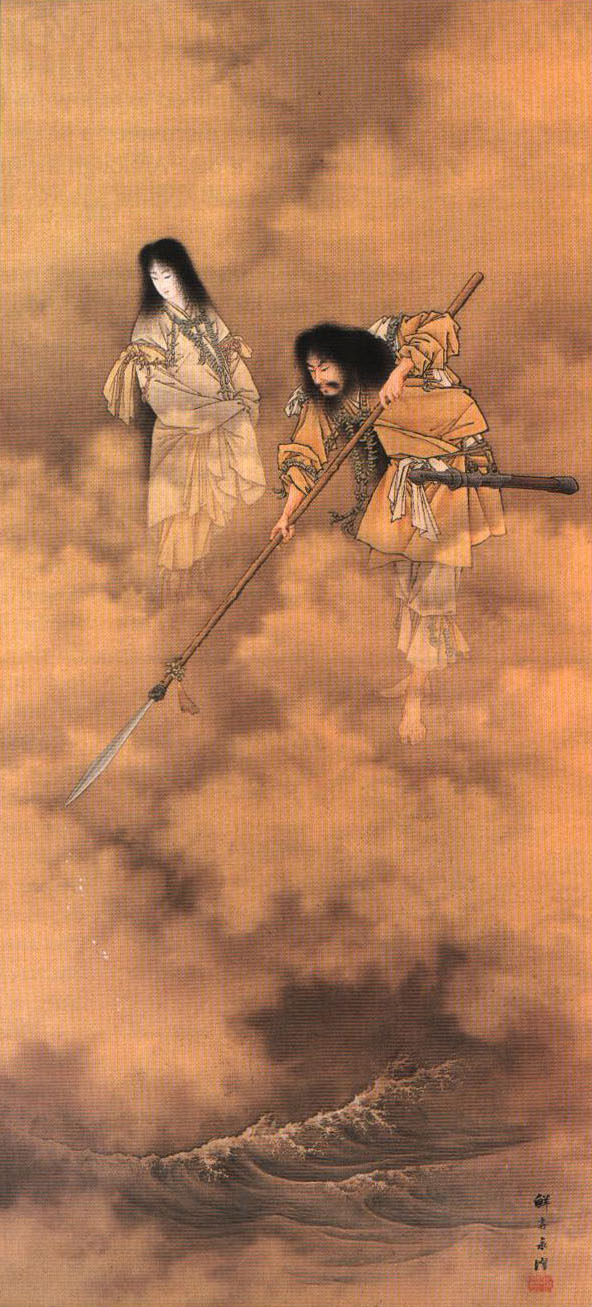
Izanagi e Izanami. Pintura de Kobayashi Eitaku, c. 1885.

En la mitología japonesa, la Era de los Dioses (神代 Kami-yo/Jindai) es el período anterior a la adhesión de Jimmu, el primer Emperador de Japón. Los mitos kamiyo están descritos en el "rollo superior" (Kamitsumaki) del Kojiki y en los capítulos primero y segundo del Nihonshoki. Los reinados del emperador Jimmu y los emperadores posteriores se consideran la Era Humana (人代 Hitoyo).

## Origen
Ver también: Mito japonés de la Creación
Según la mitología temprana, las islas japonesas fueron creadas por Izanagi e Izanami, que significa "el que invita" y "la que invita". Se encuentran en un puente dorado celestial que mira hacia la tierra y sus océanos. Con su lanza enjoyada, llamada Ame-no-nuboko, dada por los dioses o kami ante ellos, sumergen la lanza en el océano, creando las islas de Japón, la isla Onogoro ("isla espontánea y congelada"). Descendiendo de los cielos, Izanagi e Izanami crean su hogar y crean un pilar central de majestuosamente celestial. Al decidir poblar la tierra, Izanagi rodea el lado izquierdo del pilar, mientras que Izanami rodea el derecho. Encontrándose en el otro lado, Izanami saluda a su amor "oh, qué joven tan guapo". Izanagi responde: "Qué delicioso, he conocido a una hermosa doncella". Como Izanami era una mujer que hablaba primero con un hombre, los dioses lo consideraban inapropiado y maldecían a la pareja por los hijos que tenían. Su primer hijo Hiruko nació horrible y fue expulsado por su atrocidad. Intentando y volviendo a intentar, no logran concebir un hijo adecuado. Los dioses les explican a ambos sobre su maldición y deciden darles otra oportunidad. Una vez más, Izanagi e Izanami rodean el pilar como antes, solo Izanagi habla primero. Su apareamiento ahora era fructífero. Izanami dio a luz a las islas de Awaji, Iyo (luego Shikoku), Oki, Tsukushi (más tarde Kyūshū), Iki, Tsushima, Sado, y finalmente Yamato (más tarde Honshū), la más grande. Llamaron a la tierra Oyashimakuni, la Tierra de las Ocho Grandes Islas. Después de eso, Izanami dio a luz en sucesión rápida a las otras islas menores que rodean a las principales, y a los principales kami del mar y el puerto, del viento, los árboles, las montañas, etc.
Muchos otros kami nacieron tanto del vientre de Izanami como de Amaterasu, la Diosa del Sol. Era conocida como "El Cielo, la Iluminación de la Gran Deidad" y el Dios de la Luna, Tsukuyomi. Su resplandor plateado no era tan justo como la refulgencia dorada de su hermana, la Diosa del Sol. Mientras ambos se sientan en lo alto del cielo comienzan su rivalidad entre hermanos, peleando y peleando, deciden que ya no pueden verse cara a cara, creando día y noche, separando a los dos.
El último kami concebido fue el dios del fuego, Kagutsuchi. Durante el nacimiento, Kagutsuchi quemó gravemente a Izanami y finalmente se escabulló en la Tierra de Yomi, el inframundo. "Las lágrimas que Izanagi derramó ante la muerte de su esposa provocaron más deidades. Enfurecido por la visión de los recién nacidos kami fuego que habían sido la causa de la muerte de Izanami, Izanagi desenfundó su espada y decapitó al bebé. La sangre se unió a la espada. produjo ocho kami marciales, entre ellos el importante Takemikazuchi-no-kami y su par, Futsunushi-no-kami. Ocho kami más fieros de montañas y hierro emergieron del cuerpo y las extremidades del bebé".
En su angustia, Izanagi la siguió al inframundo para rescatarla y pronto descubrió la terrible verdad. Nada quedaba de su amado Izanami, sino un cadáver de muertos vivientes podridos. Mientras Izanagi se escapa horrorizada, Izanami grita de ira por el abandono de su amante: "Todos los días mataré a mil personas en las tierras que creamos". Izanagi responde: "Todos los días crearé mil quinientas personas".